# Coryphaenoides armatus
Coryphaenoides armatus (Hector, 1875) è un pesce di mare appartenente alla famiglia Macrouridae.

## Descrizione
Presenta un corpo allungato e compresso sui lati; la pinna caudale è molto lunga e sottile. La lunghezza massima registrata è di 102 cm. Presenta fotofori e occhi piuttosto grandi. La colorazione è marrone molto scura, talvolta bluastra.

## Biologia

### Alimentazione
La dieta, carnivora, varia nel corso della vita del pesce: è composta soprattutto da invertebrati marini negli esemplari giovanili mentre gli adulti si nutrono anche di pesci.
Le sue prede sono molluschi cefalopodi come calamari e seppie (Galiteuthis glacialis, Slosarczykovia circumantarctica, Octopoteuthis sicula, Illex, Mastigoteuthis psychrophila, Gonatidae, Onychoteuthidae); crostacei isopodi, copepodi (Xanthocalanus, Aetideopsis multiserrata), gamberi (Acanthephyra pelagica, Pasiphaea); vermi policheti; echinodermi come ricci di mare e oloturie; talvolta piante (Sargassum).
Tra i pesci preda soprattutto Serrivomer, Chauliodus e Micromesistius poutassou.

### Parassiti
Può presentare diverse specie di copepodi parassiti come Chondracanthodes deflexus, Sphyrion lumpi e Lophoura pentaloba.

## Distribuzione e habitat
È diffuso in tutti gli oceani, tra i 282 e i 5180 m di profondità. Si trova sia nelle acque europee, lungo le coste di Spagna, Portogallo, Regno Unito, che nel Nord America, in particolare in Columbia Britannica e Canada. Può essere trovato anche in Nuova Zelanda e Australia.